# John Cockerill (bedrijf)

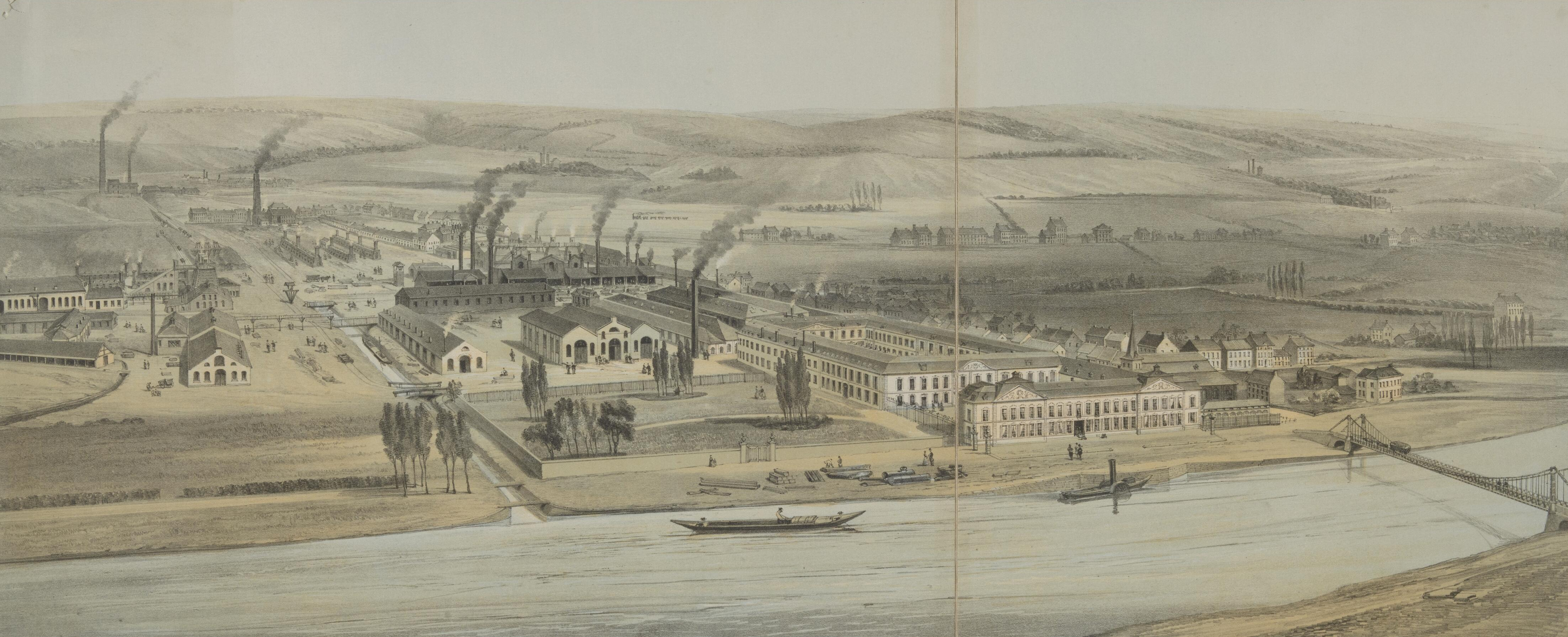
De bedrijfssite in Seraing in 1852. Litho van Adrien Canelle voor La Belgique industrielle.

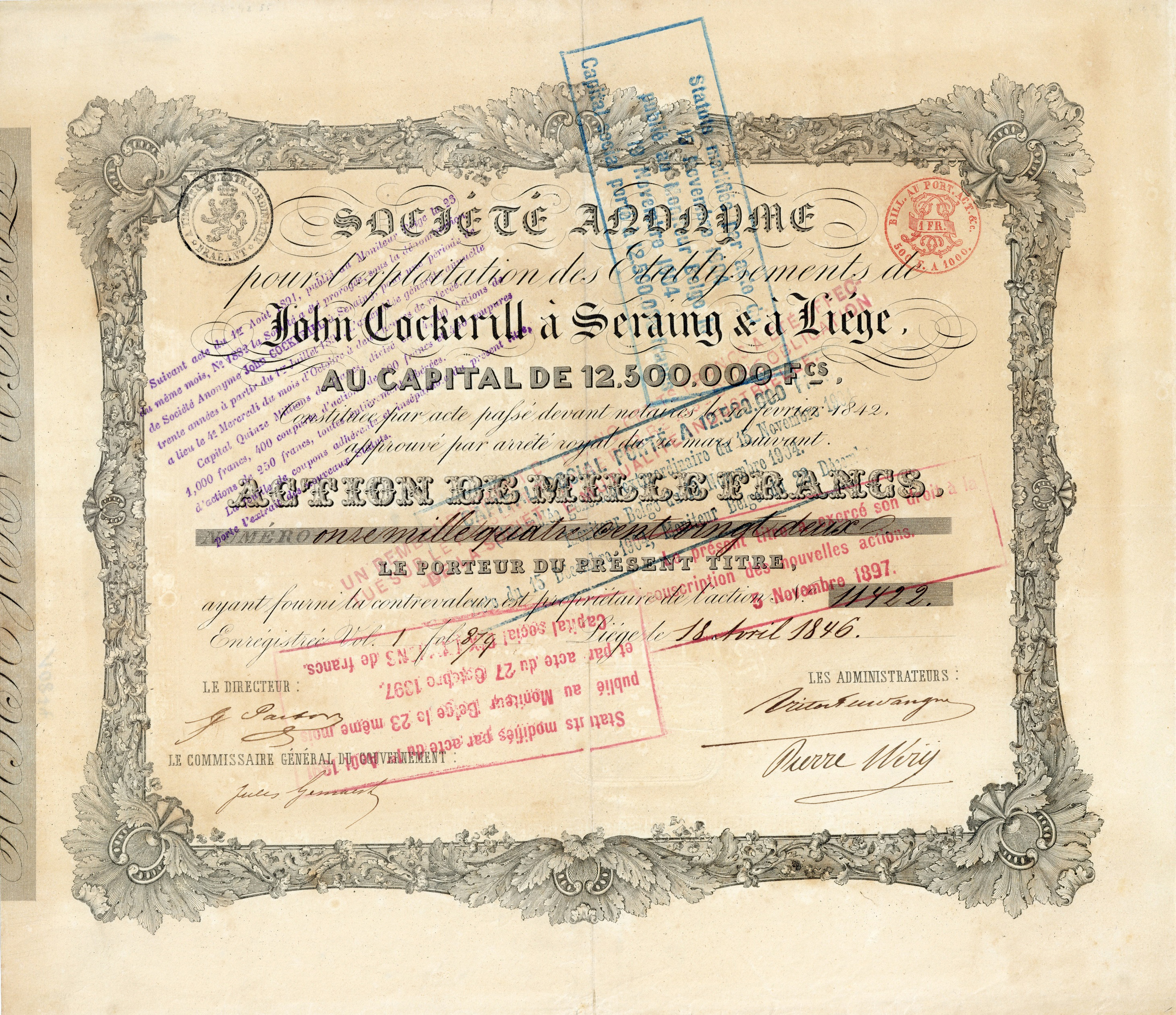
Aandeel van S.A. pour l'Exploitation des Etablissements de John Cockerill à Seraing & à Liège, uitgegeven op 18 april 1846 te Luik

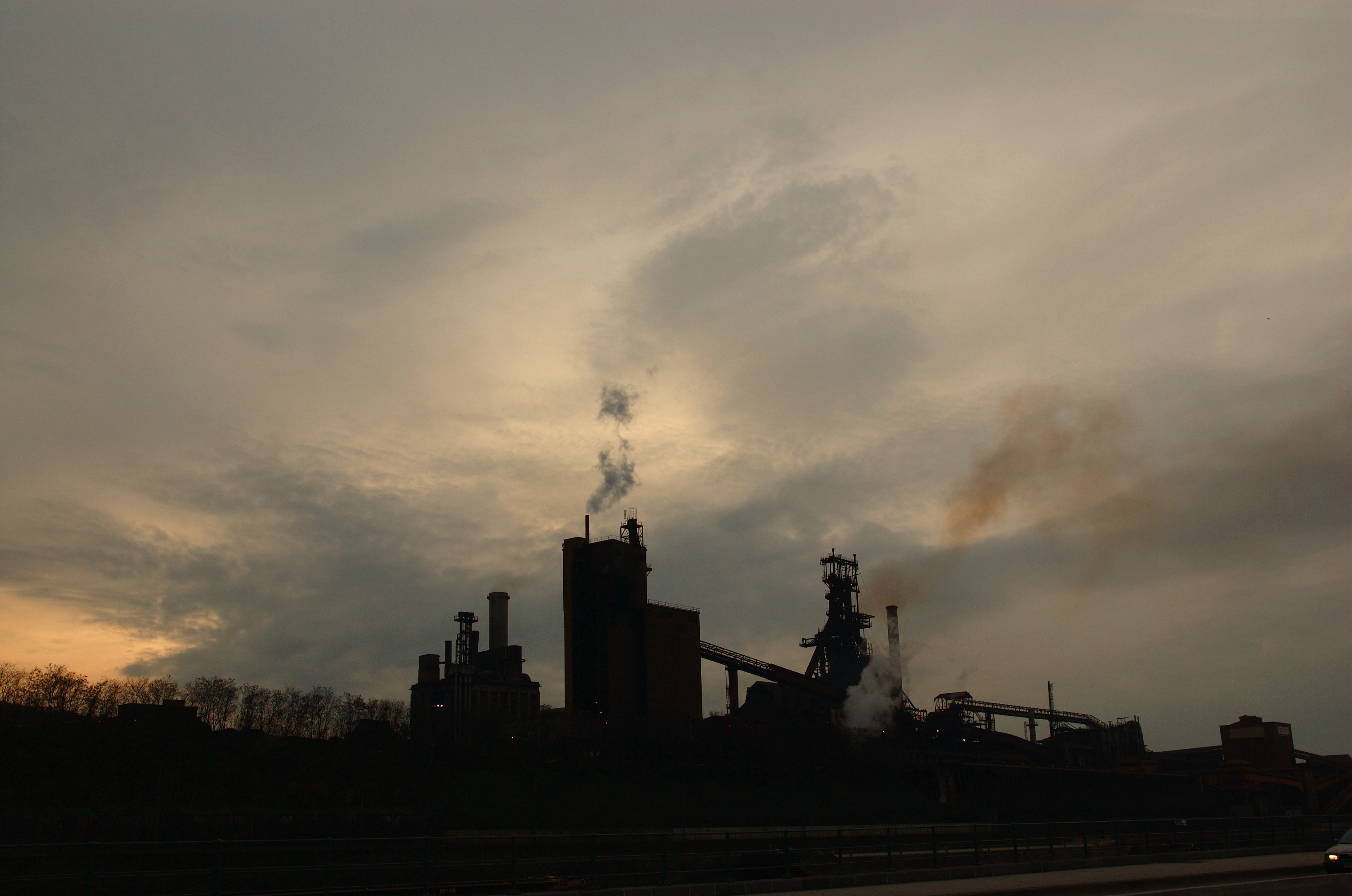
Cockerill te Seraing

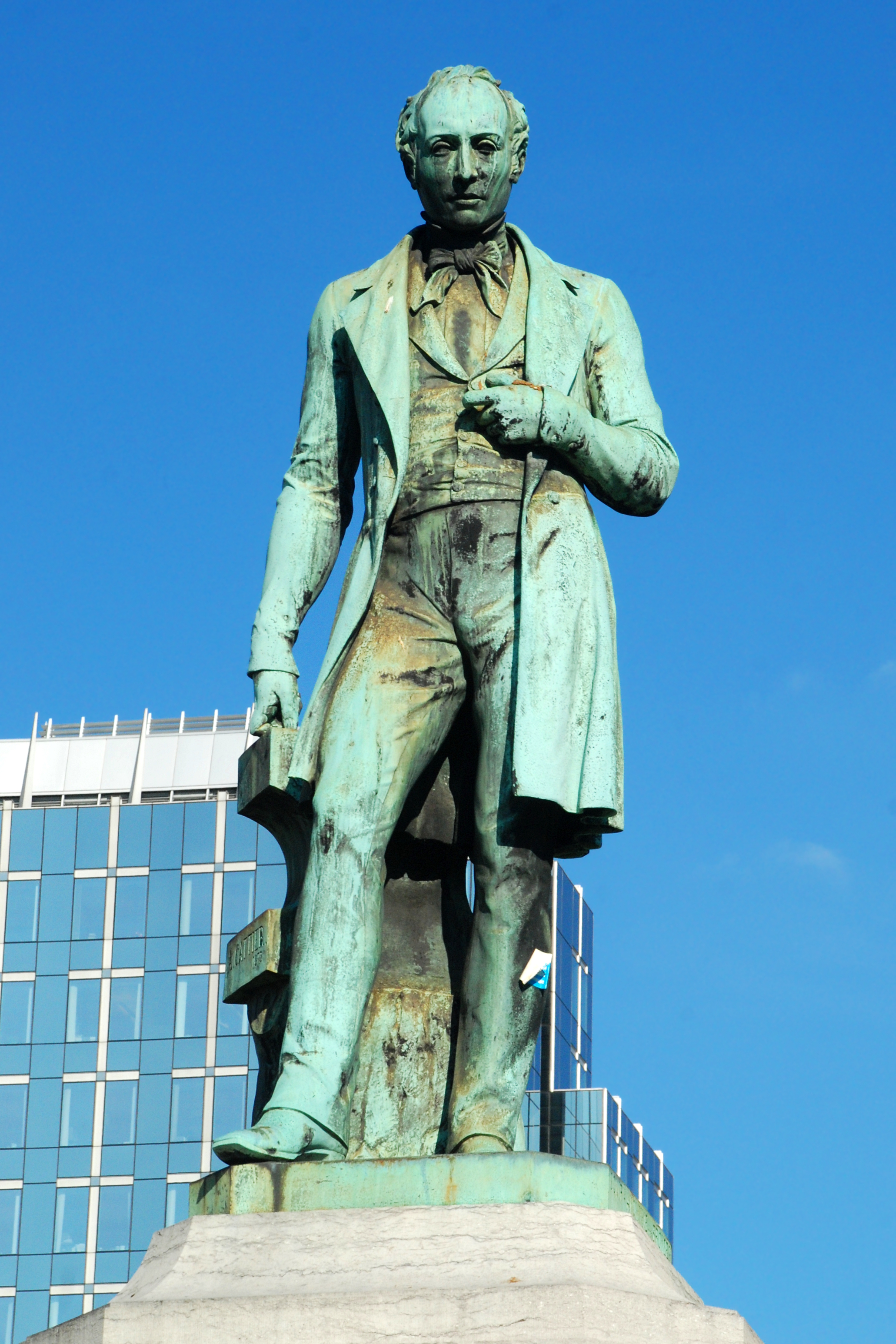
Standbeeld van John Cockerill in Brussel

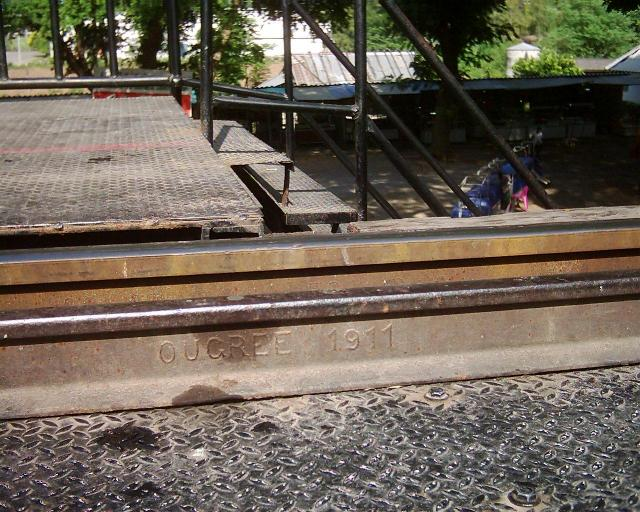
Rails op de brug over de rivier Kwai

De Société anonyme John Cockerill is een hoogoven-, staal- en metaalwarenbedrijf te Seraing, dat bestond van 1842 tot 1955.

## Voorgeschiedenis
De voorgeschiedenis van het bedrijf gaat terug tot 1799, toen William Cockerill te Verviers een fabriek voor textielmachines oprichtte. In 1807 verhuisde het bedrijf naar Luik. In 1817 kochten zijn zoons John en Charles James Cockerill het voormalig prins-bisschoppelijk paleis te Seraing. Daar begonnen ze een bedrijf, dat geleidelijk uitgroeide tot het een hoogoven omvatte (de eerste in het huidige België die met cokes gestookt werd), en dat stoommachines, stoomlocomotieven, compressoren voor het hoogovenbedrijf en soortgelijke producten van de zware machinebouw omvatte. Het bedrijf ging zich ook bezighouden met steenkoolmijnbouw. Het bedrijf groeide uit tot een van Europa's toonaangevende staalbedrijven, dat onder meer sterk betrokken was bij de aanleg van het Belgische spoorwegnet.
In 1825 veranderde het bedrijf van naam in: John Cockerill & Cie. Toen in 1839 in het jonge België een bankencrisis uitbrak, ging dit bedrijf failliet. Toen John in 1840, tijdens een reis naar Rusland, aan tyfus stierf, had het bedrijf geen erfgenaam, waardoor het dreigde te sluiten. Aangezien er toen al 30.000 mensen werkten en het bedrijf van groot belang was voor de Belgische staat, kocht deze het in 1842 op. De naam werd nu Société anonyme pour l'Exploitation des Etablissements John Cockerill, kortweg S.A. John Cockerill of Société John Cockerill.

## Verdere geschiedenis
Ook onder staatseigendom groeide het bedrijf verder. In 1863 werd een Bessemerconverter geïnstalleerd, en in 1865 besloeg het bedrijf een oppervlakte van 78 ha. In 1843 werd een werf voor zeeschepen opgericht te Antwerpen. Verder leverde Cockerill ook pantserplaten, tunnelboormachines en dergelijke. Het bedrijf bezat twee steenkoolmijnen, terwijl na 1866 de steenkoolmijnbouw nog werd uitgebreid. In 1872 werd voor de staalfabricage het Siemens-Martinproces geïntroduceerd en in 1886 volgde het Gilchrist-Thomasproces.
In 1945 werd de S.A. Angleur-Athus overgenomen.
In 1955 fuseerde de S.A. John Cockerill met de S.A. Ougrée-Marihaye en Ferblatil tot S.A. Cockerill-Ougrée.

## Neergang
In 1966 volgde een nieuwe fusie, waarbij de Forges de la Providence opgenomen werden, en de Société Cockerill-Ougrée-Providence ontstond.
In 1970 fuseerde dit bedrijf met Espérance-Longdoz, waarop een bedrijf ontstond dat opnieuw kortweg als Cockerill werd aangeduid. Er werkten nu 40.000 arbeiders, en er werd jaarlijks 6.134 kton ruwijzer geproduceerd. Het bedrijf bezat 27 hoogovens, waarvan veertien in het Luikse bekken (Seraing, Ougrée), vier te Marchienne-au-Pont, vier te Athus en vijf te Rehon. Het bedrijf te Ougrée zou geleidelijk sluiten.

## Fusie met Hainaut-Sambre
In 1981 volgde een nieuwe fusie, nu met de Henegouwse fabrieken van Hainaut-Sambre, en aldus ontstond Cockerill-Sambre waarvan Albert Frère de leider werd.
In 1984 kwam aan de staalfabricage te Seraing een einde. 
In 1999 kwam een verbintenis tot stand tussen Cockerill-Sambre en Usinor. Steeds meer onderdelen gingen sluiten en de fusiegolf ging verder. In 2001 ging Usinor, en dus ook Cockerill-Sambre, op in Arcelor, in 2006 werd dit: ArcelorMittal.
In 2011 werden de hoogovens in het Luikse bekken definitief uit productie genomen, evenals de warme bewerking van ijzer en staal. Wat overbleef was de cokesfabriek te Seraing, die in 2014 eveneens sloot. Hiermee kwam een einde aan de ijzer- en staalproduktie in het Luikse bekken.

## Trivia
- Op de brug over de rivier de Kwai, een spoorwegbrug in het Thaise Kanchanaburi, en de inspiratie voor de speelfilm The Bridge on the River Kwai, liggen spoorrails die gewaarmerkt zijn met Made by John Cockerill, Ougrée, 1911